# Reginhar (biskup Pasawy)
Reginhar (zm. 838) – biskup Pasawy.
W 831 roku Reginhar ochrzcił Mojmira pierwszego władcę państwa wielkomorawskiego. Po jego śmierci tron biskupi w Pasawie przez dwa lata nie był obsadzony.